# Campeonato Mundial de Atletismo de 2017 - Revezamento 4x100 m feminino

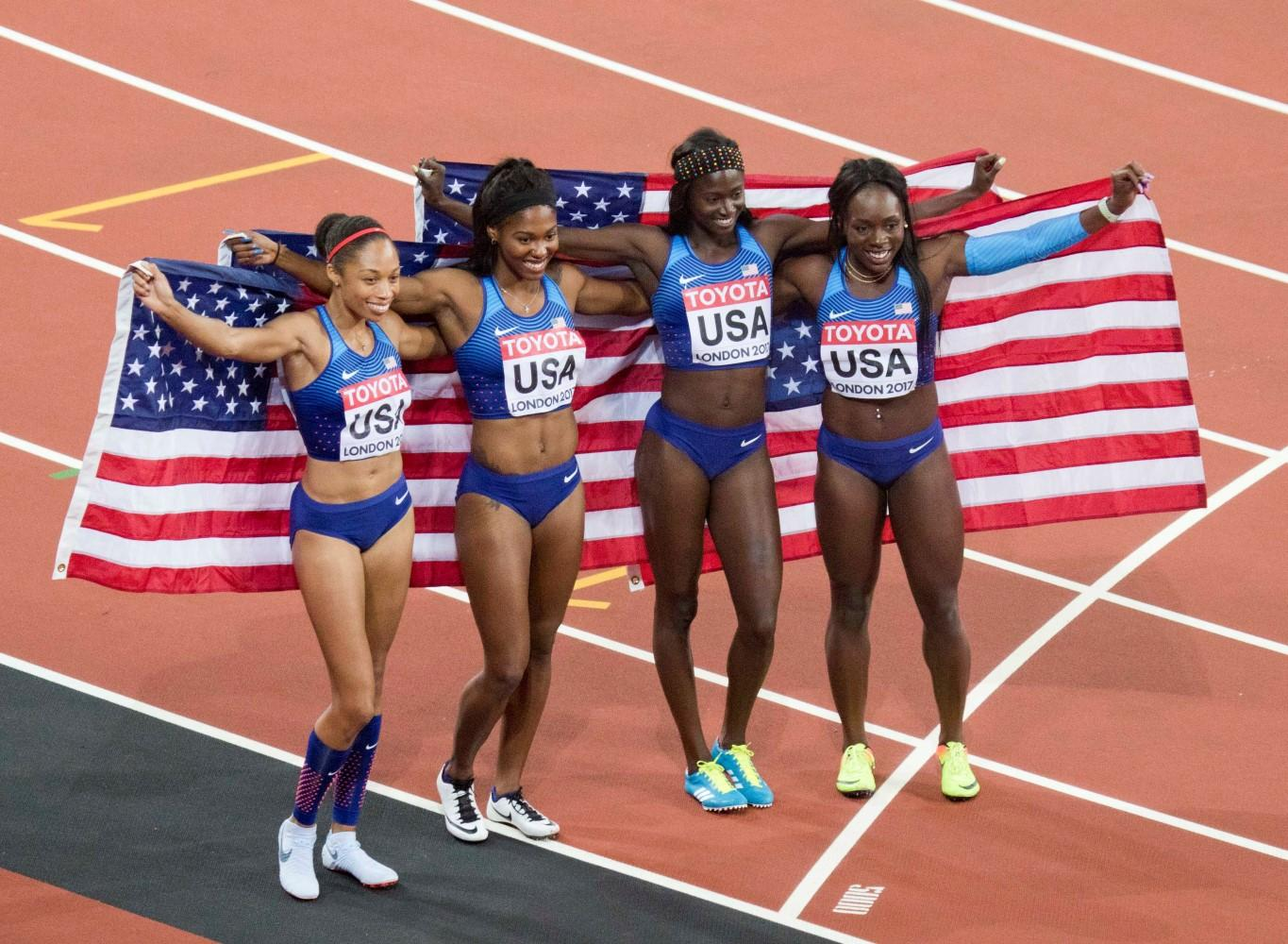
Campeonato Mundial de Atletismo de 2017 – Estafeta 4 × 100 metros feminina. Equipa dos EUA: Aaliyah Brown, Allyson Felix, Morolake Akinosun e Tori Bowie.

A competição dos 4 x 100 metros estafetas feminino no Campeonato Mundial de Atletismo de 2017 foi realizada no Estádio Olímpico de Londres no dia 12 de agosto. Os Estados Unidos levaram a medalha de ouro. 

## Recordes
Antes da competição, os recordes eram os seguintes:
| Recorde mundial                               | Tianna Madison, Allyson Felix · Bianca Knight, Carmelita Jeter (USA)                       | 40.82 | Londres, Reino Unido        | 10 de agosto de 2012  |
| Recorde do campeonato                         | Veronica Campbell-Brown, Natasha Morrison · Elaine Thompson, Shelly-Ann Fraser-Pryce (JAM) | 41.07 | Pequim, China               | 29 de agosto de 2015  |
| Melhor marca do ano                           | Makenzie Dunmore, Deajah Stevens · Hannah Cunliffe, Ariana Washington (USA)                | 42.12 | Torrance, Estados Unidos    | 15 de abril de 2017   |
| Melhor marca do ano                           | Mikiah Brisco, Kortnei Johnson · Jada Martin, Aleia Hobbs (USA)                            | 42.12 | Baton Rouge, Estados Unidos | 29 de abril de 2017   |
| Recorde africano                              | Beatrice Utondu, Faith Idehen · Christy Opara-Thompson, Mary Onyali-Omagbemi (NGA)         | 42.39 | Barcelona, Espanha          | 7 de agosto de 1992   |
| Recorde asiático                              | Xiao Lin, Li Yali · Liu Xiaomei, Li Xuemei (CHN)                                           | 42.23 | Xangai, China               | 23 de outubro de 1997 |
| Recorde da América do Norte, Central e Caribe | Tianna Madison, Allyson Felix · Bianca Knight, Carmelita Jeter (USA)                       | 40.82 | Londres, Reino Unido        | 10 de agosto de 2012  |
| Recorde sul-americano                         | Evelyn dos Santos, Ana Cláudia Lemos · Franciela Krasucki, Rosângela Santos (BRA)          | 42.29 | Moscou, Rússia              | 8 de agosto de 2013   |
| Recorde europeu                               | Silke Gladisch-Möller, Sabine Rieger · Ingrid Auerswald-Lange, Marlies Göhr (DDR)          | 41.37 | Camberra, Austrália         | 6 de outubro de 1985  |
| Recorde da Oceania                            | Rachael Massey, Suzanne Broadrick · Jodi Lambert, Melinda Gainsford-Taylor (AUS)           | 42.99 | Polokwane, África do Sul    | 18 de março de 2000   |

Os seguintes recordes foram estabelecidos durante esta competição: 
| Recorde             | Tempo      | Atletas                                                           | Nacionalidade  | Data                 |
| ------------------- | ---------- | ----------------------------------------------------------------- | -------------- | -------------------- |
| Melhor marca do ano | 41.8441,82 | Aaliyah Brown, Allyson Felix Morolake Akinosun, Ariana Washington | Estados Unidos | 12 de agosto de 2017 |

## Medalhistas
| Ouro                                                                            | Prata                                                                        | Bronze                                                                  |
| Estados Unidos · Aaliyah Brown · Allyson Felix · Morolake Akinosun · Tori Bowie | Grã-Bretanha · Asha Philip · Desirèe Henry · Dina Asher-Smith · Daryll Neita | Jamaica · Jura Levy · Natasha Morrison · Simone Facey · Sashalee Forbes |

## Calendário
| Data                 | Horário | Fase          |
| -------------------- | ------- | ------------- |
| 12 de agosto de 2017 | 10:35   | Eliminatórias |
| 12 de agosto de 2017 | 21:30   | Final         |

Todos os horários estão no horário local (UTC+1)

## Resultados

### Eliminatórias
Qualificação: Três primeiros de cada bateria (Q) e os dois melhores tempos (q) 
| Pos. | Série | Raia | Nacionalidade     | Atletas                                                                        | Tempo | Notas                |
| ---- | ----- | ---- | ----------------- | ------------------------------------------------------------------------------ | ----- | -------------------- |
| 1    | 1     | 4    | Estados Unidos    | Aaliyah Brown, Allyson Felix, Morolake Akinosun, Ariana Washington             | 41.84 | Q,                   |
| 2    | 1     | 5    | Grã-Bretanha      | Asha Philip, Desirèe Henry, Dina Asher-Smith, Daryll Neita                     | 41.93 | Q,                   |
| 3    | 2     | 6    | Alemanha          | Tatjana Pinto, Lisa Mayer, Gina Lückenkemper, Rebekka Haase                    | 42.34 | Q                    |
| 4    | 1     | 9    | Suíça             | Ajla Del Ponte, Sarah Atcho, Mujinga Kambundji, Salomé Kora                    | 42.50 | Q,                   |
| 5    | 2     | 5    | Jamaica           | Christania Williams, Natasha Morrison, Jura Levy, Sashalee Forbes              | 42.50 | Q                    |
| 6    | 1     | 8    | Países Baixos     | Madiea Ghafoor, Dafne Schippers, Naomi Sedney, Jamile Samuel                   | 42.64 | q,                   |
| 7    | 2     | 9    | Brasil            | Franciela Krasucki, Ana Cláudia Lemos, Vitória Cristina Rosa, Rosângela Santos | 42.77 | Q,                   |
| 8    | 2     | 2    | Trinidad e Tobago | Kelly-Ann Baptiste, Michelle-Lee Ahye, Semoy Hackett, Khalifa St. Fort         | 42.91 | q,                   |
| 9    | 1     | 7    | França            | Orlann Ombissa-Dzangue, Ayodelé Ikuesan, Maroussia Paré, Carolle Zahi          | 42.92 | Recorde da temporada |
| 10   | 1     | 6    | Gana              | Flings Owusu-Agyapong, Gemma Acheampong, Akua Obeng-Akrofi, Janet Amponsah     | 43.68 | Recorde da temporada |
| 11   | 2     | 4    | Ucrânia           | Alina Kalistratova, Yelyzaveta Bryzhina, Yana Kachur, Hanna Plotitsyna         | 43.77 |                      |
| 12   | 1     | 3    | Equador           | Yuliana Angulo, Narcisa Landazuri, Romina Cifuentes, Ángela Tenorio            | 43.94 | Recorde da temporada |
| 13   | 2     | 8    | Cazaquistão       | Rima Kashafutdinova, Viktoriya Zyabkina, Svetlana Golendova, Olga Safronova    | 45.47 |                      |
| 14   | 2     | 3    | Bahamas           | Devynne Charlton, Carmiesha Cox, Jenae Ambrose, Tynia Gaither                  | DNF   |                      |
| 15   | 2     | 7    | China             | Tao Yujia, Wei Yongli, Ge Manqi, Liang Xiaojing                                | DSQ   | R 170.7              |
| 16   | 1     | 2    | Nigéria           |                                                                                | DNS   |                      |

### Final
A final da prova ocorreu dia 12 de agosto às 21:50. 
| Pos.              | Raia | Nacionalidade     | Atletas                                                                        | Tempo | Notas                |
| ----------------- | ---- | ----------------- | ------------------------------------------------------------------------------ | ----- | -------------------- |
| Medalha de ouro   | 4    | Estados Unidos    | Aaliyah Brown, Allyson Felix, Morolake Akinosun, Tori Bowie                    | 41.82 | Melhor marca do ano  |
| Medalha de prata  | 5    | Grã-Bretanha      | Asha Philip, Desirèe Henry, Dina Asher-Smith, Daryll Neita                     | 42.12 |                      |
| Medalha de bronze | 7    | Jamaica           | Jura Levy, Natasha Morrison, Simone Facey, Sashalee Forbes                     | 42.19 | Recorde da temporada |
| 4                 | 6    | Alemanha          | Tatjana Pinto, Lisa Mayer, Gina Lückenkemper, Rebekka Haase                    | 42.36 |                      |
| 5                 | 9    | Suíça             | Ajla Del Ponte, Sarah Atcho, Mujinga Kambundji, Salomé Kora                    | 42.51 |                      |
| 6                 | 3    | Trinidad e Tobago | Semoy Hackett, Michelle-Lee Ahye, Khalifa St. Fort, Kelly-Ann Baptiste         | 42.62 | Recorde da temporada |
| 7                 | 8    | Brasil            | Franciela Krasucki, Ana Cláudia Lemos, Vitória Cristina Rosa, Rosângela Santos | 42.63 | Recorde da temporada |
| 8                 | 2    | Países Baixos     | Tessa van Schagen, Dafne Schippers, Naomi Sedney, Jamile Samuel                | 43.07 |                      |

Legenda
| Recorde mundial       | Recorde mundial (World record)               |                       | Recorde africano                      | Recorde africano (African) |                                           | Q | Classificado por posição (Qualified) |
| Recorde do campeonato | Recorde do campeonato (Championship record)  | Recorde da América    | Recorde da América (Americas)         | q                          | Classificado por melhor tempo (Qualified) |   |                                      |
| Melhor marca do ano   | Melhor marca do ano (World leading)          | Recorde asiático      | Recorde asiático (Asian)              | DNS                        | Não largou (Did not start)                |   |                                      |
| Recorde nacional      | Recorde nacional (National record)           | Recorde europeu       | Recorde europeu (European)            | DNF                        | Não terminou (Did not finish)             |   |                                      |
| Recorde pessoal       | Recorde pessoal do atleta (Personal best)    | Recorde da Oceania    | Recorde da Oceania (Oceania)          | DSQ / DQ                   | Desclassificado (Disqualified)            |   |                                      |
| Recorde da temporada  | Recorde da temporada do atleta (Season best) | Recorde sul-americano | Recorde sul-americano (South America) | NM                         | Sem marca (No mark)                       |   |                                      |